# Chromobacteriaceae
Famille
Les Chromobacteriaceae forment une famille de bactéries à gram négatif dans l'ordre des Neisseriales, créée en 2013 pour accommoder des genres bactériens particuliers de cet ordre inclus dans les Pseudomonadota.

## Taxonomie
La famille Chromobacteriaceae a été créée en 2013 par scission de la famille Neisseriaceae en deux familles distinctes : les Neisseriaceae dont le genre type est toujours Neisseria et la famille Chromobacteriaceae dont le genre type est Chromobacterium. Elle a été créée pour inclure les bactéries hélicoïdales.
En 2021, une nouvelle étude phylogénétique sur un plus grand nombre de génomes complets, a proposé de scinder à nouveau les Neisseriaceae et les Chromobacteriaceae en conservant le nom de ces deux et en ajoutant trois nouvelles familles. Dans cette étude, 10 genres ont été déplacé des Chromobacteriaceae vers les autres familles mais à l'heure actuelle (au 28 juillet 2022), ces transferts ne sont toujours pas validés par l'ICSP.

### Étymologie
L'étymologie du nom de la famille Chromobacteriaceae se résume ainsi : Chro.mo.bac.teri.a’ce.ae. N.L. neut. n. Chromobacterium, genre type de la famille; L. fem. pl. n. suff. -aceae, suffixe pour signifier une famille ; N.L. fem. pl. n. Chromobacteriaceae, la famille de Chromobacterium,.

### Genres
En 2013, les genres bactériens faisant partie de cette nouvelle famille sont les suivants :
- Andreprevotia ;
- Aquaspirillum ;
- Aquitalea ;
- Chitinibacter ;
- Chitinilyticum ;
- Chitiniphilus ;
- Chromobacterium, genre type ;
- Deefgea ;
- Formivibrio ;
- Gulbenkiania ;
- Iodobacter ;
- Jeongeupia ;
- Laribacter ;
- Leeia ;
- Microvirgula ;
- Paludibacterium ;
- Prolinoborus, la séquence de l'ARNr 16S de cette espèce semblait devoir la séparer de cette famille et l'inclure dans le genre Acinetobacter[1].
- Pseudogulbenkiania ;
- Silvimonas ;
- Vosgella.

## Description
La famille Chromobacteriaceae est formée de bactéries libres même si certaines peuvent être des pathogènes facultatifs. Ce seont des bacilles, se présentant seuls, en paires ou en petites chaînes. Un genre bactérien de cette famille, Aquaspirillum fait axception à ces formes en se présentant avec une morphologie hélicoïdale. Les bactéries de cette famille sont mobiles avec préseence de flagelles à l'exception de Formivibrio qui se meut par sa surface. À l'exception de Chromobacterium et de quelques souches de Vosgella, les bactéries de cette famille ne sont pas pigmentées. Le pourcentage en bases GC de l'ADN est de 49 à 70 %.
Des indels de signatures conservées (CSI) ont été identifiées pour caractériser cette famille. Ces CSI sont présentes chez toutes les Neisseriales mais absentes des bactéries de la famille des Neisseriaceae. Ces signatures sont présentes sur les protéines suivantes : Glycine cleavage system aminomethyletransferase T (GcvT), hypothetical protein CV_3451, methylmalonate-semialdehyde dehydrogenase (IolA), ribonucleoside-diphosphate reductase subunit alpha (NrdE), propionyl-CoA carboxylase subunit beta (PccB), succinyl-CoA synthetase subunit alphe (SucC) et tetraacyldisaccharide 4'-kinase (LpxK).